# 亚美尼亚城
亚美尼亚城（西班牙語：Armenia）是哥伦比亚金迪奥省的首府，位于波哥大以西约290千米，是位处哥伦比亚三大城市波哥大、麦德林和卡利之间的中型城市。
因当地有亚美尼亚人庄园而得名。